# Hypolaïs des oliviers
Hippolais olivetorum
Espèce
Statut de conservation UICN

 LC  : Préoccupation mineure
L'Hypolaïs des oliviers (Hippolais olivetorum) est une espèce d'oiseaux de la famille des Acrocephalidae.

## Morphologie

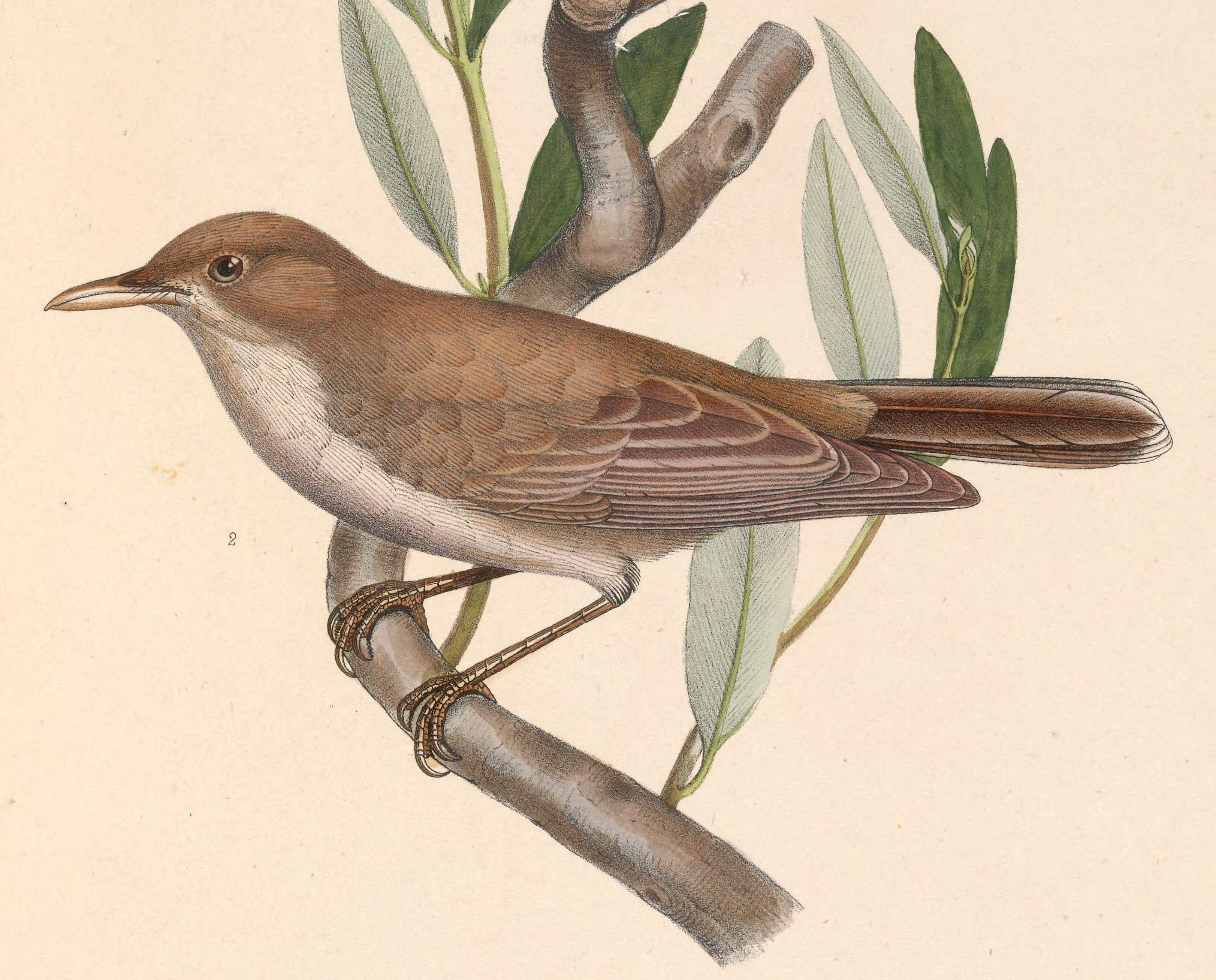

## Répartition et habitat
Cette espèce niche dans le centre et le Sud de l'Europe et hiverne en Afrique.

### Reproduction

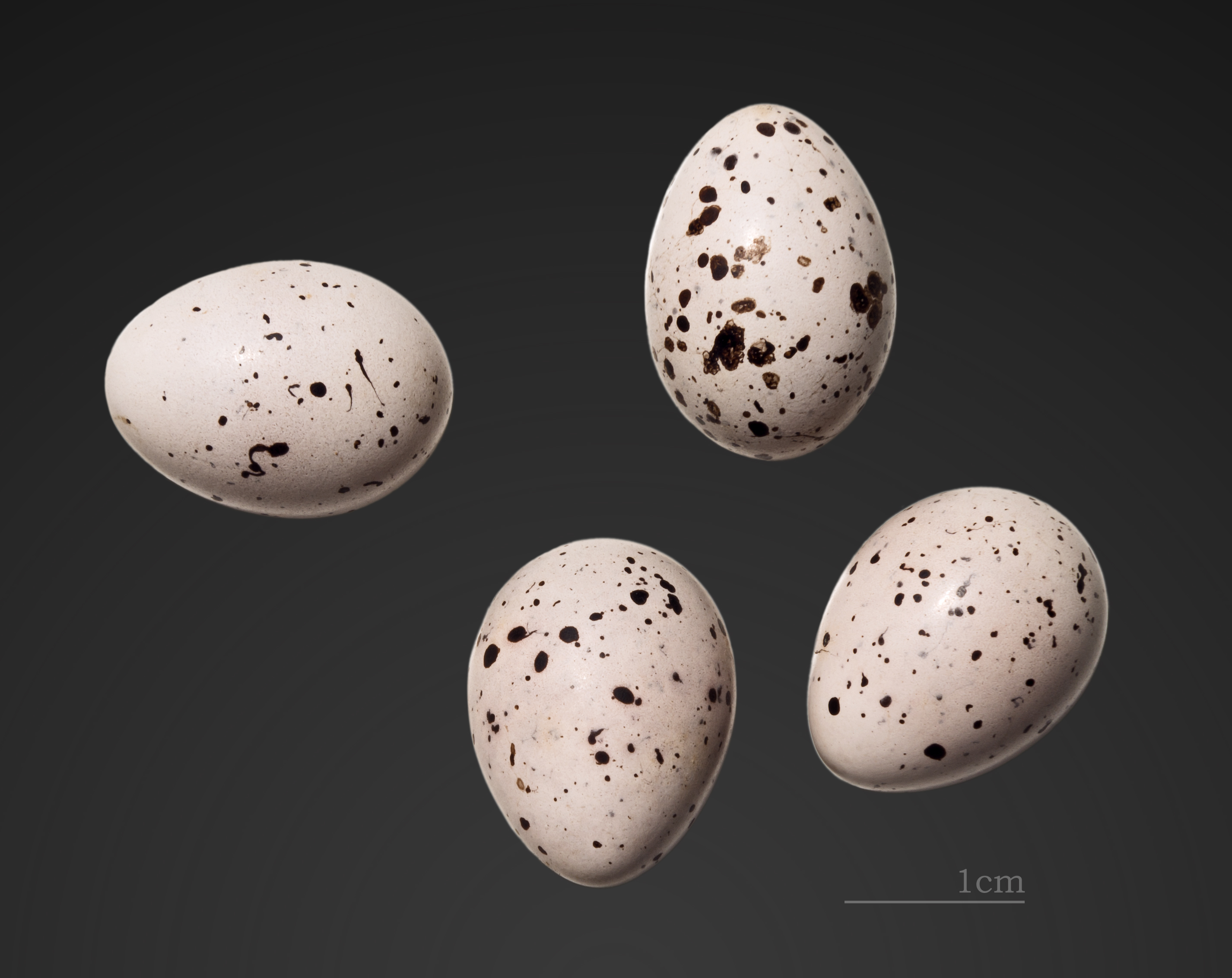
Œufs d’Hypolaïs des oliviers Muséum de Toulouse

## Systématique
L'espèce Hippolais olivetorum a été décrite par l'ornithologue britannique Hugh Edwin Strickland en 1837.

### Synonymie
- Salicaria olivetorum Strickland, 1837 (protonyme)

### Taxinomie
Selon le Congrès ornithologique international et Alan P. Peterson aucune sous-espèce n'est reconnue,.